# Municipio de Urique
El municipio de Urique es uno de los 67 municipios en que se divide el estado mexicano de Chihuahua. Su cabecera es el pueblo de Urique y se localiza en lo profundo de la Sierra Madre Occidental en la región de las barrancas de Chihuahua.

## Geografía
El municipio de Urique está localizado en el suroeste del territorio del estado de Chihuahua, en la Sierra Tarahumara, tiene una extensión territorial de 3 301.7 kilómetros cuadrados que equivalen al 1.3% del total del territorio estatal. Sus coordenadas geográficas extremas son 26° 48' - 27° 38' de latitud norte y 107° 37' - 108° 26' de longitu oeste; su altitud fluctúa entre un máximo 2 700 metros sobre el nivel del mar en lo alto de la sierra y un mínimo de 200 metros sobre el nivel del mar en el fondo de las barrancas.
Limita al norte con el municipio de Bocoyna y el municipio de Maguarichi, al oeste con el municipio de Guazapares, al este con el municipio de Guachochi, al sureste con el municipio de Batopilas y el suroeste con el estado de Sinaloa, en el municipio de Choix.

## Demografía
De acuerdo con los resultados del Censo de Población y Vivienda realizado en 2020 por el Instituto Nacional de Estadística y Geografía, la población total del municipio de Urique es de 17 043 habitantes, de los que 8 685 son mujeres y 8 358 son hombres.

### Localidades
En el censo de 2020 el municipio de Urique contaba con 746 localidades.
| Código INEGI      | Localidad         | Población (2020) |
| ----------------- | ----------------- | ---------------- |
| 080650042         | San Rafael        | 1 767            |
| 080650012         | Cerocahui         | 1 167            |
| 080650001         | Urique            | 879              |
| Otras localidades | Otras localidades | 13 230           |
| Total municipal   | Total municipal   | 17 043           |

## Política

### División administrativa
El municipio de Urique se divide en 10 secciones municipales que son: Cerocahui, Cuiteco, Guagueyvo, Colonia Bahuérachi, San Rafael, Cieneguita Lluvia de Oro, Tubares, Bahuichivo, Corarechi y Guapalayna.

### Representación legislativa
Los distritos a los que pertenece el municipio para la elección de Diputados federales y locales son:
Local:
- Distrito electoral local 22 de Chihuahua con cabecera en Guachochi.[10]

Federal:
- Distrito electoral federal 9 de Chihuahua con cabecera en Parral.[11]

### Presidentes municipales
- (1992 - 1995): Feliciano Villalobos Revuelto
- (1995 - 1998):
- (1998 - 2001): Ignacio Villalobos López
- (2001 - 2004): Florentino Langarica Quintana
- (2004 - 2007): Miguel Agustín Díaz Quintana
- (2007 - 2010): Omar Loya González
- (2010 - 2013): Leobardo Díaz Estrada[12]
- (2013): Alejandro Díaz Estrada
- (2013 - 2016): Daniel Silva Figueroa
- (2016 - 2018): Martina Edith Domínguez Tepeyac
- (2018 - 2021): Mayra Díaz Gutiérrez
- (2021 - 2024): Daniel Silva Figueroa